# 異本紫明抄
『異本紫明抄』（いほんしめいしょう）は、鎌倉時代に成立した『源氏物語』の注釈書。

## 概要
書陵部本やノートルダム清心女子大学本が『紫明抄』の外題を持ち、内容も素寂の著した『紫明抄』と共通する部分が多かったため、池田亀鑑などによって素寂以外の人物によって増補改訂された紫明抄の異本であるとされてきた。ところが、八木意知男、稲賀敬二、(堤康夫『源氏物語注釈史の基礎的研究』)の研究によって、『紫明抄』に先行する注釈書で、むしろ『紫明抄』は『異本紫明抄』に多く依拠して成立していたことなどが明らかとなった。このため、『紫明抄』の異本という誤解をあたえる『異本紫明抄』ではなく、近年では内題の『光源氏物語抄』との呼称を用いることが多い。注釈のために引用している『源氏物語』の本文は河内本である。本書は後続する注釈書に「紫明抄」や「光源氏物語抄」の名で引用されてはいないものの、近年になって『河海抄』などに大きな影響を与えていることが指摘されている。巻一の奥書、及び巻一の巻頭の「文永四二廿三始之」という記事によって、1252年（建長4年）から1267年（文永4年）にかけて、この注釈書が作成されたものと推測されている。

## 著者
いくつかの手がかりをもとに、稲賀敬二は藤原時朝、堤康夫は金沢実時と推測している。ただし、決定的な証拠が存しないため、現時点では不明とするほかない。

## 内容
本書の注釈の内容はそれ以前の諸注を集成したものであり、『源氏釈』や『奥入』といった過去の注釈に書かれている説のほか当時の人々の説を記録している。『河海抄』の説を全く引用していないので、それ以前の成立であると思われる。
- 巻一 - 桐壺から夕顔まで
- 巻二 - 若紫から関屋まで
- 巻三 - 絵合から真木柱まで
- 巻四 - 梅枝から竹河まで
- 巻五 - 橋姫から夢浮橋まで

## 写本
以下の古写本がある。
- 書陵部本（宮内庁書陵部蔵本）[8]
- ノートルダム清心女子大学本

ほかに、実践女子大学山岸文庫本、国文学研究資料館初雁文庫本、東海大学桃園文庫本などもあるが、これらは皆、昭和になってから書陵部本を写した新古写本である。

## 翻刻本
- 吉沢義則編『未刊国文古註釈大系 第10冊 異本紫明抄』帝国教育会出版部、1937年（昭和12年）（書陵部本を底本とする）
- 中野幸一・栗山元子編『源氏釈・奥入・光源氏物語抄』源氏物語古註釈叢刊第一巻、武蔵野書院、2009年（平成21年）（ノートルダム清心女子大学本を底本とする）